# Finding You
Finding You is een Amerikaanse romantische coming of age komedie uit 2021 onder regie van Brian Baugh, met in de hoofdrollen Rose Reid, Jedidiah Goodacre en Katherine McNamara. Het scenario is gebaseerd op de roman "There You'll Find Me" uit 2011 van Jenny B. Jones.

## Verhaal
Na een mislukte auditie bij een conservatorium in New York besluit violiste Finley Sinclair om net als haar broer via een uitwisselingsprogramma enkele maanden in Ierland te gaan studeren.
Op het vliegtuig krijgt ze een upgrade naar businessclass en belandt ze naast tieneracteur en meisjesidool Beckett Rush, die op weg is naar Ierland om zijn laatste drakenfilm op te nemen. Hij denkt dat ze een van zijn vele fans is maar zij vindt hem maar een blaaskaak. Wanneer het vliegtuig geland is nemen ze afscheid in de veronderstelling dat ze elkaar nooit meer zullen zien. Maar dan blijkt dat Beckett logeert in de B&B die uitgebaat wordt door het gastgezin van Finley.
Beckett overtuigt Finley om hem te helpen bij het instuderen van zijn teksten en in ruil zal hij haar als gids Ierland leren ontdekken. Naarmate de twee meer tijd met elkaar doorbrengen groeien ze naar elkaar toe, maar het publieke leven van de filmster begint een groot obstakel te vormen.
Ondertussen krijgen de leerlingen op school de opdracht om een tijd lang met een bejaarde door te brengen en daar nadien een opstel over te schrijven. Finley krijgt de norse Cathleen Sweeney toegewezen. Finley wordt vrijwel meteen aan de deur gezet, maar ze geeft niet op en slaagt er na verloop van tijd in om met de hulp van Beckett een band met haar op te bouwen. Mevrouw Sweeney wordt al haar hele leven gemeden door de gemeenschap omdat ze vroeger de verloofde van haar zus heeft afgesnoept. Finley achterhaalt dat ze dat destijds gedaan heeft om haar zus te beschermen tegen de gewelddadige man en om hun vaders gokschuld af te betalen. Finley probeert om de twee zussen te hereningen maar dat wil aanvankelijk niet lukken. Pas op het sterfbed van mevrouw Sweeney sluiten de zussen vrede. Daardoor mist Finley wel haar vliegtuig en haar tweede auditie bij het conservatorium.
Uiteindelijk krijgt Finley een tweede kans van het conservatorium en deze keer slaagt ze met vlag en wimpel. Beckett beslist dat hij even genoeg heeft van het acteren en gaat studeren aan een college in New York. Nu Finley en Beckett allebei in New York wonen krijgen ze alsnog een relatie.

## Rolverdeling
| Acteur                 | Personage         |
| ---------------------- | ----------------- |
| Rose Reid              | Finley Sinclair   |
| Jedidiah Goodacre      | Beckett Rush      |
| Katherine McNamara     | Taylor Risdale    |
| Patrick Bergin         | Seamus            |
| Saoirse-Monica Jackson | Emma Callaghan    |
| Judith Hoag            | Jennifer Sinclair |
| Tom Everett Scott      | Montgomery Rush   |
| Vanessa Redgrave       | Cathleen Sweeney  |
| Natalie Britton        | Gemma Quinlan     |
| Fiona Bell             | Nora              |
| Marion O'Dwyer         | Molly             |
| Anabel Sweeney         | Keeva             |
| Helen Roche            | Fiona Doyle       |

## Release en ontvangst
Finding You werd in de Verenigde Staten uitgebracht door Roadside Attractions op 14 mei 2021 in 1314 bioscopen en bracht in zijn openingsweekend 920.476 dollar op aan de kassa.
De film behaalde een score van 53% (38 recensies) op Rotten Tomatoes, met een gemiddelde beoordeling van 5,2/10. Op Metacritic kreeg de film een score van 41 op 100 (9 recensies), wat duidt op "gemengde of middelmatige recensies".